# Эгертон, Скруп, 1-й герцог Бриджуотер
Скруп Эгертон (11 августа 1681 — 11 января 1744) — британский аристократ и придворный, виконт Брэкли (1687—1701), 4-й граф Бриджуотер (1701—1744), 1-й герцог Бриджуотер и 1-й маркиз Брэкли (1720—1744).

## Биография
Третий сын Джона Эгертона (1646—1701), 3-го графа Бриджуотера (1686—1701), и его второй жены леди Джейн Паулет (1655—1716). По матери он был внуком Чарльза Паулета (ок. 1630—1699), 1-го герцога Болтона, и Мэри Скруп. Мэри Скруп был внебрачной дочерью Эммануила Скрупа, 1-го графа Сандерленда.
Получил образование в школе Кройдона, основанной Джоном Уитгифтом.
19 марта 1701 года после смерти своего отца Джона Эгертона, 2-го графа Бриджуотера, Скруп Эгертон унаследовал титул и владения графа Бриджуотера. 18 июня 1720 года он получил титул герцога Бриджуотера и маркиза Брэкли.

## Карьера
Принадлежал к партии вигов, лорд-лейтенант Бакингемшира (1702—1711, 1714—1728). Скруп Эгертон находился на службе у принца Георга Датского в качестве камергера и мастера конной езды. Позднее он служил камергером при Каролине Ансбахской, принцессе Уэльской, супруге принца Георга Уэльского, затем стал лордом-спальником при самом короле Георге II.
11 января 1744 года 62-летний Скруп Эгертон скончался, ему наследовал старший сын от второго брака Чарльз Эгертон.

## Семья и дети
9 февраля 1703 года Скруп Эгертон первым браком женился на леди Элизабет Черчилль (1687—1751), дочери Джона Черчилля, 1-го герцога Мальборо, и Сары Черчилль, герцогини Мальборо. у них было двое детей:
- Джон Эгертон (1703/1704 — 1718/1719), виконт Брэкли
- Энн Эгертон (1704/1709 — 1762), 1-й муж с 1725 года — Ризли Рассел (1708—1732), 3-й герцог Бедфорд (1711—1732), 2-й муж с 1733 года — Уильям Вильерс (? — 1769), 3-й граф Джерси (1721—1769)

4 августа 1722 года вторично женился на леди Рэйчел Рассел (ок. 1707 — 1771), дочери Ризли Рассела (1680—1711), 2-го герцога Бедфорда (1700—1721), и Элизабет Хауленд (ок. 1682 — 1724). У них было семеро детей:
- Луиза Эгертон (30 апреля 1723 — 14 марта 1761), муж с 1748 года Гранвиль Левесон-Говер (1721—1803), 1-й маркиз Стаффорд (1786—1803)
- Кэролайн Эгертон (род. 21 мая 1724)
- Чарльз Эгертон (27 июля 1725 — 2 мая 1731), маркиз Брэкли
- Джон Эгертон (29 апреля 1727 — 26 февраля 1748), 2-й герцог Бриджуотер (1744—1748)
- Уильям Эгертон (15 января 1728 — 10 февраля 1729)
- Диана Эгертон (3 марта 1731/1732 — 13 августа 1758), муж с 1753 года Фредерик Калверт (1731—1771), 6-й барон Балтимор (1751—1771), у супругов не было детей и в мае 1756 года они развелись.
- Фрэнсис Эгертон (21 мая 1736 — 8 марта 1803), 3-й герцог Бриджуотер (1748—1803).